# Zivər bəy Əhmədbəyov

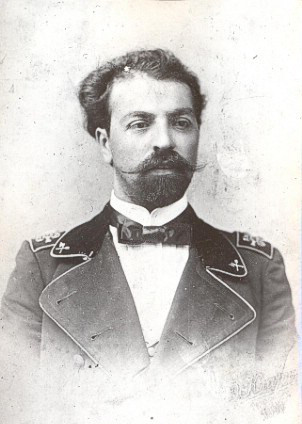
Zivər bəy Əhmədbəyov

Zivər bəy Əhmədbəyov (eingedeutscht Siwär bäj Ähmädbäjow; * 1873 in Şamaxı, Gouvernement Baku, Russisches Kaiserreich; † 16. Februar 1925 in Baku, Aserbaidschanische SSR, UdSSR) war einer der bekanntesten aserbaidschanischen Architekten zu Beginn des 20. Jahrhunderts. Von 1918 bis 1922 war er Chefarchitekt von Baku.

## Leben
Əhmədbəyov erwarb seine Schulausbildung in der Geburtsstadt Şamaxı (Schamachi). Im Jahr 1902 absolvierte er ein Architekturstudium am Institut für Bauingenieure in Sankt Petersburg. Nach dem Abschluss war er bis 1917 als Architekt in der Verwaltungsinstanz des Gouvernements von Baku, anschließend im städtischen Bezirk von Baku tätig.
Mit der Gründung der Demokratischen Republik Aserbaidschan am 28. Mai 1918 wurde Əhmədbəyov zum Chefarchitekten der aserbaidschanischen Hauptstadt berufen und blieb in dieser Position bis 1922.

## Werke
Zu den architektonischen Meisterwerken von Əhmədbəyov gehören zwei der größten Moscheen von Baku, nämlich die Blaue Moschee (genannt auch als Əjdərbəy, Äschdärbäj Moschee) und die Tezepir-Moschee. Auch das vom Philanthropen Murtuza Muxtarov finanzierte schiitisch-islamische Gotteshaus im Bakuer Stadtteil Əmircan wurde nach den Entwürfen von Əhmədbəyov erbaut.
Əhmədbəyov war zudem Baumeister der 1906 in Göyçay sowie 1909 und 1918 in Şamaxı errichteten Imam-Moschee und der Dschuma-Moschee (Letztere gemeinsam mit Joseph Ploschko).
In seinen Werken versuchte Əhmədbəyov, die Traditionen der aserbaidschanischen Volksarchitektur mit der Architektur von Orient und Okzident zu verbinden. 1917 gründete er den Verein „Schutz und Förderung der islamischen Kunstdenkmäler“. 1919 schuf er die Gesellschaft „Neues Şirvan“ (Schirwan) für die Restaurierung von Şamaxı, das im verheerenden Erdbeben von 1902 schwere Zerstörungen erlitt.

## Andenken
Einer der zentralen Straßen Bakus trägt den Namen von Əhmədbəyov. 2011 fand die feierliche Eröffnung seines Denkmals vor der Bakuer-Metrostation „Nizami“ statt.